# Suffolk Cemetery, La Rolanderie Farm
Pour le cimetière de la Première Guerre mondiale situé à Neuvelland (Belgique), voir Cimetière militaire de Suffolk.
Le cimetière « Suffolk Cemetery, La Rolanderie Farm » est un cimetière de la Première Guerre mondiale situé à Erquinghem-Lys dans le département français du Nord.

## Victimes
| Pays        | Victimes |
| ----------- | -------- |
| Royaume-Uni | 43       |
| Total       | 43       |

## Coordonnées GPS
50° 40′ 04″ nord, 2° 51′ 14″ est